# Daigo Takahashi
Daigo Takahashi (髙橋 大悟 Takahashi Daigo?), född 17 april 1999 i Kagoshima prefektur, är en japansk fotbollsspelare.
Takahashi började sin karriär 2018 i Shimizu S-Pulse. 2019 flyttade han till Giravanz Kitakyushu.